# Boo (Spanien)
Boo (asturisch Bo) ist eine von 18 Parroquias in der Gemeinde Aller der autonomen Region Asturien in Spanien.

## Geographie
Boo ist eine Parroquia in der Gemeinde Aller der autonomen Region Asturien in Spanien.
Das Kirchspiel mit seinen 494 Einwohnern (2011) hat eine Grundfläche von 6,90 km². Es liegt durch die Berglage bedingt auf 420 bis 480 m. Die nächste größere Ortschaft ist Cabañaquinta, der 13 km entfernt gelegene Hauptort der Gemeinde Aller.
Boo selbst als Ort hat 437 Einwohner (2011) und umfasst die Ortsteile Les Vatxines, Omeo, Puente, El Castañu, La Fontica, La Portietxa la Vega, El Palaciu, El Fontán de Basilio, La Cantera, La Pedrosa, Villahermosa, Puenxo, El Fontán de Puenxo und Cuarteles de Puenxo.

## Ortsteile
- Boo
- Bustillé (Bustiyé)
- Carrerallana (La Carrerayana)
- La Pena
- La Provía (La Pruvía)
- La Rotella (La Roteya)

Das Wort Boo ist vorlateinischen Ursprungs und bedeutet Quelle.

## Klima
Angenehm milde Sommer mit ebenfalls milden, selten strengen Wintern. In den Hochlagen können die Winter durchaus streng werden.